# Leonardo Basso
Leonardo Basso (Castelfranco Veneto, 25 december 1993) is een Italiaans wielrenner .

## Carrière
Als junior won Basso in 2011 de Trofeo Buffoni.
In 2015 werd Basso onder meer vijfde in de Trofeo Alcide Degasperi. Later dat seizoen mocht hij stage lopen bij Trek Factory Racing. Tijdens die stageperiode werd hij onder meer derde in een etappe in de USA Pro Challenge en tiende in het eindklassement van de Ronde van Hainan, maar tot een profcontract kwam het niet.
In 2018 werd Basso prof bij Team Sky.

## Overwinningen
2011
Trofeo Buffoni

## Resultaten in voornaamste wedstrijden
| Jaar | Ronde van Italië | Ronde van Frankrijk | Ronde van Spanje |
| ---- | ---------------- | ------------------- | ---------------- |
| 2019 |                  |                     |                  |
| 2020 |                  |                     |                  |
| 2021 |                  |                     |                  |
| 2022 |                  |                     |                  |
| 2023 |                  |                     |                  |

| Jaar | Milaan-San Remo | Gent-Wevelgem | Ronde van Vlaanderen | Parijs-Roubaix | Amstel Gold Race | Luik-Bast.‑Luik | Waalse Pijl |
| ---- | --------------- | ------------- | -------------------- | -------------- | ---------------- | --------------- | ----------- |
| 2019 |                 | opgave        |                      |                |                  |                 |             |
| 2020 |                 | 79e           | opgave               |                |                  |                 |             |
| 2021 |                 | 74e           | opgave               | opgave         |                  |                 |             |
| 2022 | 126e            | opgave        | opgave               | opgave         | opgave           |                 | opgave      |
| 2023 | 131e            | opgave        |                      |                |                  | opgave          |             |

## Ploegen
- 2015 –  Trek Factory Racing (stagiair vanaf 1-8)
- 2018 –  Team Sky
- 2019 –  Team INEOS[1]
- 2020 –  Team INEOS
- 2021 –  INEOS Grenadiers
- 2022 –  Astana Qazaqstan
- 2023 –  Astana Qazaqstan

Alafaci · Arredondo · Beppu · Busche · Cancellara · Coledan · Devolder · Didier · Felline · Irizar · Jungels · McConnell · Mollema · Nizzolo · Popovytsj · B.van Poppel · D.van Poppel · Rast · Roulston · Schleck · Sergent · Silvestre · Steegmans · Stuyven · Vandewalle · Watson · Zoidl · Zubeldia · Basso (stagiair) · Bernard (stagiair) · Rekita (stagiair)
van Baarle · Basso · Bernal · Castroviejo · de la Cruz · Deignan · Dibben · Doull · Elissonde · Froome · Geoghegan Hart · Gołaś · Halvorsen · Seb. Henao · Ser. Henao · Intxausti · Kiryjenka · Knees · Kwiatkowski · Lawless · López · Moscon · Poels · Puccio · Rosa · Rowe · Sivakov · Stannard · Thomas · Wiśniowski
van Baarle · Basso · Bernal · Castroviejo · de la Cruz · Doull · Dunbar · Elissonde · Froome · Ganna · Geoghegan Hart · Gołaś · Halvorsen · Seb. Henao · Kiryjenka · Knees · Kwiatkowski · Lawless · Moscon · Narváez · Poels · Puccio · Rosa · Rowe · Sivakov · Sosa · Stannard · Swift · Thomas
Amador · Basso · Bernal · Carapaz  · Castroviejo · Dennis   · Doull · Dunbar · Froome · Ganna   · Geoghegan Hart · Gołaś · Hayter · Henao · Kiryjenka (t/m 31 januari) · Knees · Kwiatkowski · Lawless · Moscon · Narváez · Puccio · Rivera · Rodriguez · Rowe · Sivakov · Sosa · Stannard · Swift · Thomas · Van Baarle · Wurf (vanaf 1 februari)
Amador · Van Baarle · Basso · Bernal · Carapaz  · Castroviejo · De Plus · Dennis · Doull · Dunbar · Ganna     · Geoghegan Hart · Gołaś · Hayter · Henao · Kwiatkowski · Martínez · Moscon · Narváez · Pidcock (vanaf 1 februari) · Porte ·  Puccio · Rivera · Rodriguez · Rowe · Sivakov · Sosa · Swift · Thomas · Wurf · Yates · Plapp (stagiair)
Basso · Battistella · Boaro · Broesenski · Conti · de Bod · de la Cruz · Dombrowski · Fjodorov · Felline · Gazzoli (tot 10/8) · Gïdïç · Groezdev · Henao (tot 31/07) · López · Loetsenko · Martinelli · Moscon · Natarov · A. Nibali · V. Nibali · Nurlykhassym · Pronskïÿ · Raboesjenka · Romo · Scaroni (vanaf 28/07) · Tejada · Velasco · Zacharov · Zejts · Chzhan (stagiair) · Syritsa (stagiair)
Basso · Battistella · Boaro · Bol · Broesenski · Cavendish · Chzhan · de la Cruz · Dombrowski · Fjodorov · Felline · Garofoli · Gïdïç · Groezdev · Laas · Loetsenko · Martinelli · Moscon · Natarov · Nibali · Nurlykhassym · Pronskïÿ · Raboesjenka · Romo · Sánchez · Scaroni · Syritsa · Tejada · Velasco · Zejts